# Eros Sequi
Eros Sequi (Possagno, 15 ottobre 1912 – Belgrado, 31 maggio 1995) è stato un poeta, scrittore, storico della letteratura e linguista italiano, che assunse la cittadinanza jugoslava dopo la seconda guerra mondiale. Alto dirigente dell'Unione degli Italiani dell'Istria e di Fiume, si batté per l'assegnazione della Venezia Giulia e dell'Istria alla Jugoslavia, coordinando e dirigendo una serie di epurazioni politiche contro gli appartenenti alla minoranza italiana. Defenestrato a sua volta, si trasferì dapprima a Zagabria ove fu ordinario di Letteratura italiana presso la locale università, e infine a Belgrado, titolare della cattedra di Filologia.

## Vita
Di padre sardo (Giovanni) e madre veneta (Ida Dalla Valle), ancora bambino si trasferì in Toscana, dove rimase fino al compimento degli studi universitari presso la Scuola Normale Superiore di Pisa ove si laureò nel 1935 con una tesi dal titolo "Tracce culturali e valore religioso negli inni omerici". Insegnò lingua e letteratura italiana a Rodi e Kalymnos (nell'allora Dodecaneso italiano), e più tardi nel liceo classico di Potenza. A metà degli anni '30, quando era residente a Lucca, si sposò con un'insegnante di pianoforte di Pietrasanta, da cui ebbe due figli. In seguito fu lettore di italiano in Bulgaria e a Zagabria, dove ricoprì anche il ruolo di direttore dell'Istituto italiano di cultura. Dopo la capitolazione dell’Italia si unì ai partigiani jugoslavi. La moglie e i figli seguirono Sequi negli spostamenti fin quando decise di unirsi ai partigiani, allorché fecero ritorno in Italia dai parenti; ma a guerra conclusa Sequi rimase in Jugoslavia, abbandonando la famiglia di origine e legandosi sentimentalmente all'attivista e giornalista Etta Sanzin "Dale", che morì prematuramente all'inizio degli anni Cinquanta. Nel 1956 conobbe una pianista e clavicembalista della Voivodina, che gli fu compagna per il resto della vita: dal 1959 alla sua morte vissero insieme nella casa di Belgrado.

### La scelta jugoslava
Durante la seconda guerra mondiale, Sequi prese parte alla Resistenza contro i nazifascisti, combattendo nei territori jugoslavi dal 1943:
Nelle file dell'Esercito popolare di liberazione della Jugoslavia Sequi si distinse, oltre che per il contributo bellico, anche per la sua attività intellettuale a sostegno della causa comunista jugoslava. Il 25 giugno 1944 prese parte al primo congresso dei lavoratori culturali croati, portando il saluto dei lavoratori culturali italiani antifascisti. Da partigiano, collaborò alla traduzione di opuscoli, volantini ed appelli, nonché alla diffusione dei giornali clandestini in lingua italiana "Il Nostro Giornale" e "Lottare".
Alla fondazione dell'Unione degli Italiani dell'Istria e di Fiume (UIIF) ne venne nominato segretario e successivamente vicepresidente. Nel marzo del 1945 fu fra i propugnatori dell'"Appello agli Italiani dell'Istria e di Fiume" che richiedeva il distacco di quelle terre dall'Italia e la loro annessione alla Jugoslavia di Tito.
Organizzò e diresse la prima Conferenza plenaria dell'UIIF (Pola, 3 giugno 1945), nel corso della quale tenne una relazione politica, affermando:
Fino alla fine degli anni '40, Sequi fu assieme a Giusto Massarotto il principale responsabile dell'inquadramento politico-ideologico in senso titoista della minoranza italiana, organizzando le epurazioni della componente cominformista filostalinista e di chiunque non approvasse la linea ufficiale dettata dal partito comunista.
Nell'ottobre del 1951 - dopo la prima grossa ondata dell'esodo degli italiani e dopo varie defenestrazioni degli esponenti della minoranza ai più diversi livelli - anch'egli però fu radiato da tutte le cariche con l'accusa di "aver perso di vista i compiti politici" assegnatigli.
Anni dopo ricordò con parole amare e sprezzanti quegli eventi:
(Lettera di Eros Sequi a Giovanni Radossi del 1988)
Tra quanti fra gli italiani di Jugoslavia convintamente abbracciarono il titoismo, Sequi fu senza dubbio il primo - anche a seguito del voltafaccia del regime nei suoi riguardi - a comprendere che l'internazionalismo, la fratellanza e l'unità professate dalla Lega dei Comunisti non avevano più diritto di cittadinanza nella società jugoslava. Il che avrebbe significato un ulteriore ridimensionamento della minoranza italiana istroquarnerina, sino forse alla sua riduzione a comunità alloglotta. Da qui la decisione del Sequi, e con lui di pochi altri (tra i primi il professor Sergio Turconi, e più in là lo scrittore Alessandro Damiani), di "salvare il salvabile" promuovendo intensamente la cultura italiana, da un lato presso il mondo culturale jugoslavo, con una frenetica attività nell'ateneo belgradese e indirettamente in quello di Zagabria, e dall'altro facendo della minoranza italiana una sorta di sponda letterario-artistica. Ciò fu reso possibile con la nascita del trimestrale "La Battana", da lui fondato, in cui si pubblicavano opere - spesso anche inedite - di grandi scrittori italiani contemporanei e si traduceva il meglio delle letterature jugoslave. Una duplice operazione che col tempo dette notevoli frutti: nonostante l'esiguità della comunità nazionale italiana, che per decenni continuò a decrescere, l'eco del lavoro di Sequi e degli italiani di Jugoslavia fu tale che portò i circoli intellettuali più avvertiti di Trieste (in primis la locale Università Popolare) a richiedere a Roma interventi economici per tenere in vita la suddetta CNI, dapprima con l'invio di libri e di materiale atto allo studio e alla divulgazione della cultura tricolore in Istria e a Fiume.

### L'attività di studioso
Sequi visse per anni fra l'Istria e Belgrado, presso la cui Università diresse per molti anni il Dipartimento di Italianistica della Facoltà di Filologia; nella biblioteca della facoltà è oggi custodito un Fondo Eros Sequi che raccoglie centinaia di volumi che un tempo fecero parte della sua biblioteca privata, oltre a manoscritti, dattiloscritti, lettere e documenti.
Cittadino onorario di Rovigno, nel 1964 fondò e diresse la rivista culturale La Battana. Fu amico di scrittori del calibro di Ivo Andrić, Salvatore Quasimodo, Giuseppe Ungaretti, Diego Valeri e molti altri. Diverse traduzioni italiane di grandi scrittori serbi, croati e montenegrini si devono a lui.
Pubblicò centinaia di saggi e articoli, principalmente in serbo-croato e italiano; scrisse inoltre moltissimi versi, e pubblicò diversi libri in entrambe le lingue.

## Principali opere in lingua italiana
- Eravamo in tanti (Edit, Fiume, 1953 e 1979; Edizioni ComEdit 2000, Milano, 2001 - ISBN 88-86751-23-0)
- Le case di Pothia (Edit, Fiume, 1957)
- Memorialisti garibaldini (Longanesi, Milano, 1973)
- "Eravamo in tanti" Edizioni Cultural Box 2013

## Principali traduzioni
- Dinko Šimunović, Novelle (Istituto Editoriale della Croazia, Fiume, 1945)
- Miodrag Bulatović, Il gallo rosso vola verso il cielo (Rusconi Libri, Milano, 1960; Feltrinelli, Milano, 1962)
- Ivan V. Lalić, Poesie (Jaca Book, Milano, 1991)